# Norrtälje stad
Denna artikel handlar om den tidigare kommunen Norrtälje stad. För orten se Norrtälje, för dagens kommun, se Norrtälje kommun
Norrtälje stad var en stad och kommun i Stockholms län. 

## Administrativ historik
Staden fick stadsrättigheter 1622.
Staden blev en egen kommun, enligt Förordning om kommunalstyrelse i stad (SFS 1862:14) från och med den 1 januari 1863, då Sveriges kommunsystem infördes.
1 januari 1954 överfördes till Norrtälje stad och församling från Frötuna landskommun, församling och socken ett område med 57 invånare och omfattande en areal av 3,15 km², varav 2,75 km² land. Samtidigt överfördes i motsatt riktning ett område med 16 invånare och omfattande en areal av 0,41 km², varav allt land.
1 januari 1971 uppgick staden i den då nybildade Norrtälje kommun.

### Judiciell tillhörighet
Norrtälje stad hade en egen jurisdiktion med magistrat och rådhusrätt till 1 januari 1948 (enligt beslut den 18 juli 1947) då den lades under landsrätt i Mellersta Roslags domsaga och Mellersta Roslags domsagas tingslag.

### Kyrklig tillhörighet
I kyrkligt hänseende hörde staden till Norrtälje församling.

### Sockenkod
För registrerade fornfynd med mera så återfinns staden inom ett område definierat av sockenkod 0058 som motsvarar den omfattning staden hade kring 1950.

## Stadsvapen
Blasonering: I fält av silver ett störtat, svart ankare.
Norrtäljes heraldiska vapen som också är den nuvarande kommunens vapen fastställdes då Norrtälje blev stad år 1622 av Sveriges dåvarande kung Gustav II Adolf. Vapnet skulle, enligt privilegiebrevet, visa "et oprest ankare". Ankaret finns med eftersom Norrtälje är en hamnstad men varför det är "oprest" råder det delade meningar om, bland annat så spekuleras det i att detta skulle symbolisera en stad på väg eftersom det kan vara symbolen för ett skepp i rörelse.

## Ortnamnet
Namnet skrevs 1298 in Telgium samt 1409 Norra Tælgha. Detta har ansetts stå för ett med tälja besläktat namn på inbyggare: "deras som bor vid inskärningen", med vilket avses "vid den långa viken".

## Geografi
Norrtälje stad omfattade den 1 januari 1952 en areal av 10,66 km², varav 10,47 km² land. Efter nymätningar och arealberäkningar färdiga den 1 januari 1955 omfattade staden den 1 januari 1961 en areal av 14,04 km², varav 13,43 km² land.

### Tätorter i staden 1960
I Norrtälje stad fanns tätorten Norrtälje, som hade 8 653 invånare den 1 november 1960. Tätortsgraden i staden var då 97,6 procent.

## Befolkningsutveckling
| Befolkningsutvecklingen i Norrtälje stad 1805–1970 | Befolkningsutvecklingen i Norrtälje stad 1805–1970 | Befolkningsutvecklingen i Norrtälje stad 1805–1970 | Befolkningsutvecklingen i Norrtälje stad 1805–1970 | Befolkningsutvecklingen i Norrtälje stad 1805–1970 |
| --- | -------------------------------------------------- | -------------------------------------------------- | -------------------------------------------------- | -------------------------------------------------- |
| |                                                    |                                                    |                                                    |                                                    |
| År |                                                    |                                                    | Folkmängd                                          |                                                    |
| 1805 | 1805                                               |                                                    | 876                                                |                                                    |
| 1810 | 1810                                               |                                                    | 851                                                |                                                    |
| 1820 | 1820                                               |                                                    | 863                                                |                                                    |
| 1830 | 1830                                               |                                                    | 1 114                                              |                                                    |
| 1840 | 1840                                               |                                                    | 1 077                                              |                                                    |
| 1850 | 1850                                               |                                                    | 1 012                                              |                                                    |
| 1860 | 1860                                               |                                                    | 1 199                                              |                                                    |
| 1870 | 1870                                               |                                                    | 1 404                                              |                                                    |
| 1880 | 1880                                               |                                                    | 1 879                                              |                                                    |
| 1890 | 1890                                               |                                                    | 2 477                                              |                                                    |
| 1900 | 1900                                               |                                                    | 3 118                                              |                                                    |
| 1910 | 1910                                               |                                                    | 3 890                                              |                                                    |
| 1920 | 1920                                               |                                                    | 4 959                                              |                                                    |
| 1930 | 1930                                               |                                                    | 4 875                                              |                                                    |
| 1935 | 1935                                               |                                                    | 4 879                                              |                                                    |
| 1940 | 1940                                               |                                                    | 5 177                                              |                                                    |
| 1945 | 1945                                               |                                                    | 5 806                                              |                                                    |
| 1950 | 1950                                               |                                                    | 6 515                                              |                                                    |
| 1955 | 1955                                               |                                                    | 7 968                                              |                                                    |
| 1960 | 1960                                               |                                                    | 8 870                                              |                                                    |
| 1965 | 1965                                               |                                                    | 10 794                                             |                                                    |
| 1970 | 1970                                               |                                                    | 12 851                                             |                                                    |
| Anm: För åren 1805-1945: befolkning enligt folkräkning 31 december enligt den administrativa indelningen den 1 januari följande år. 1950 avser befolkning enligt folkräkning den 31 december enligt den administrativa indelningen den 1 januari 1952. 1955 avser den kyrkobokförda befolkningen den 31 december enligt den administrativa indelningen den 1 januari följande år. 1960 & 1965 avser befolkning enligt folkräkning den 1 november enligt den administrativa indelningen den 1 januari följande år. 1970 avser befolkningen den 1 november 1970 i det område som staden omfattade när den blev del av Norrtälje kommun 1 januari 1971. |                                                    |                                                    |                                                    |                                                    |

## Politik

### Mandatfördelning i valen 1910–1966
| 1 | 5 | 4 |

| 2 | 4 | 5 |

| 5 | 5 |

| 2 | 5 | 4 |

| 3 | 9 |

| 10 | 6 | 9 |

| 25 |

| 8 | 6 | 11 |

| 25 |

| 9 | 3 | 13 |

| 25 |

| 2 | 8 | 2 | 3 | 10 |

| 24 |

| 10 | 4 | 11 |

| 24 |

|  | 11 | 3 | 10 |

| 24 |

|  | 13 | 3 | 8 |

| 22 |

|  | 13 | 4 | 7 |

| 21 | 4 |

| 2 | 12 | 5 | 6 |

| 21 | 4 |

|  | 13 | 7 | 4 |

| 22 |

|  | 13 | 6 | 5 |

| 22 |

|  | 12 |  | 4 | 7 |

| 19 | 6 |

| 14 |  | 5 | 5 |

| 21 | 4 |

|  | 11 | 3 | 5 | 5 |

| 21 | 4 |

## Namnet
I publikationer utgivna av Statistiska centralbyrån benämns staden Norrtelge fram till 1900, då stavningen ändras till Norrtälje.